# Pulo Gapu
Pulo Gapu is een bestuurslaag in het regentschap Pidie Jaya van de provincie Atjeh, Indonesië. Pulo Gapu telt 148 inwoners (volkstelling 2010).